# Salers (formatge)
El salers és un formatge de pasta premsada no cuita francès de llet crua de vaca, elaborat no només a Salers, sinó també al voltant de l'Alvèrnia als departaments del Cantal, del Puy-de-Dôme, i també a la Corresa i l'Avairon. Es tracta d'un formatge amb la pell seca, espessa i florida. Conté un 45% de matèria grassa i es presenta en forma de cilindre de dimensions variables, de 38 a 48 cm de diàmetre i pesa de 35 a 55 kg. És un formatge exclusivament de granja i s'identifica per una placa vermella i per un gravat en una de les cares del formatge que posa «Salers-Salers». El salers s'elabora dins d'un recipient de fusta, la gerle, i disposa d'una AOP des de 1961.

## Història i territori
L'origen del salers es remunta al temps que els ramats passaven de l'estiu a la tardor a la muntanya. Els vaquers s'ocupaven dels ramats, de l'elaboració i venda del formatge. Avui, la pràctica de la transhumància gairebé s'ha perdut, però el Salers es beneficia de la riquesa de la flora de l'Alvèrnia. Els terrenys volcànics del Cantal, rics en fòsfor, potassi i magnesi aporten a les pastures qualitats pròpies per a l'elaboració del formatge.

## Especificacions
El salers és un formatge fabricat a la granja. La llet es produeix i transforma a l'explotació. El període d'elaboració se situa del 15 d'abril al 15 de novembre, quan les vaques estan als prats, però és un període que pot ser reduït segons l'alçada.
La llet es tracta en els recipients de fusta anomenats gerle, cosa que li permet que es carregui de gustos, a més dels que aporta per l'especificitat de les pastures.
A cada explotació correspon un formatge. Cada Salers posseeix una identitat pròpia, amb un gust particular. Les característiques més comunes són:
- a la vista, una crosta daurada, espessa, florida i amb taques vermelles i taronges. La pasta és groga i ben lligada.
- al tacte, una consistència ferma, que esdevé fondant i saborosa al tast.
- a l'olfacte, uns aromes subtils de flors de les muntanyes.
- al gust, sabor al terroir, cada productor deixa un seguit de gustos propis.

## Cria

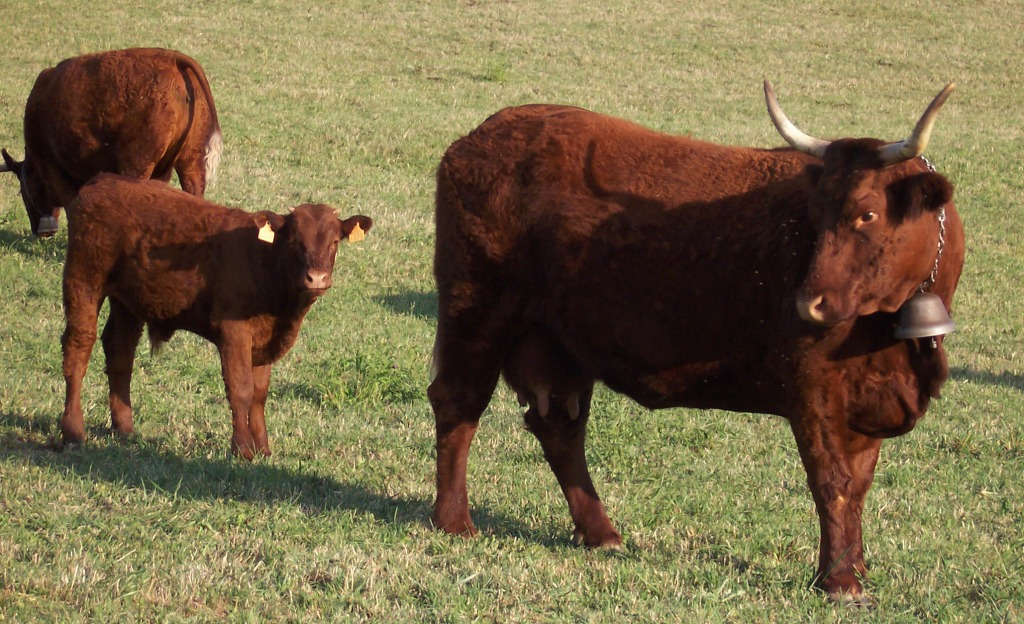
Vaca i vedells de la raça salers

L'origen i la història del Salers està lligat a la raça pròpia, la vaca salers.
Alguns productors només tenen aquesta raça de vaques i han obtingut per decret, el dret a una identitat específica, una marca als formatges que diu «Tradition Salers».

## Elaboració
La llet arriba a la gerle i es comença a tractar.
1. el quall, que permet la coagulació de la llet.
2. el filtrat, es filtra el quall per tal d'obtenir grans regulars de quall i s'evacua el xerigot per tal que el quall esdevingui una massa compacta.
3. el primer premsat, el quall es col·loca en recipients per tal de fer-li una primera premsada que s'interromp per tallar en blocs la pasta.
4. l'acidificació: la peça es deixa madurar durant unes hores per tal d'afavorir els ferments làctics.
5. el salat, es salen les peces de formatge.
6. la maduració a la sal, dura tres hores mínim i es deixa reposar la peça amb sal.
7. l'emmotllament, la peça de formatge es col·loca en un motllo recobert de lli, que serveix de drenatge, on se li insereix la placa vermella que indica l'autenticitat de l'AOP Salers; el motllo d'elaboració s'estreny en els extrems.
8. segona premsada, dura 48 hores i la força va en augment. Se li donarà la forma definitiva.
9. l'afinament, dura almenys tres mesos i pot arribar fins als dos anys. La temperatura de la cava no pot excedir dels 14 °C i la humitat ha de ser elevada. Les peces han de ser girades i eixugades dos cops per setmana.

El salers necessita 90 dies mínims d'afinament.

## Xifres
- AOC des de 1961
- 1 470 tones per any
- 92 productors de granja
- 4 500 vaques lleteres
- 15 000 000 litres de llet transformats a l'any
- 400 litres de llet per a una peça del voltant de 45 kg i de 38 a 48 cm de diàmetre
- 11 afinadors